# 中視菁采台
中視菁采台，是中國電視公司（中視）的無線數位電視頻道之一，前身為2012年7月21日開播的「中視HD台」，2016年2月15日改為現名。

## 歷史
- 2012年7月9日凌晨，中視HD台發送訊號，畫面為動態測試畫面；7月21日凌晨試播，先播2012倫敦奧運相關前導節目；7月28日至8月13日，轉播2012倫敦奧運。
- 2012年8月13日上午，中視HD台轉播完2012倫敦奧運閉幕典禮後，開始播出中視主頻、新聞台及綜藝台具有高畫質片源的節目。
- 2013年5月20日，中視HD台於中華電信MOD第39頻道上架播出，提供「家庭豪華餐」訂戶收視。
- 2015年12月21日，國家通訊傳播委員會通過中視HD台頻道變更案。2016年2月15日早上5點，中視HD台改名為「中視菁采台」（CTV Bravo），並降為SD畫質播出，而中華電信MOD維持以往高畫質的模式播出。
- 2018年6月28日，本頻道陸續在數位有線電視系統上架。
- 2019年7月，本頻道在凱擘、台灣大寬頻改為高畫質播出。
- 2020年8月3日，中視經典台與中視菁采台的無線數位電視訊號由SD畫質提升為HD高畫質。

## 歷年頻道名稱
| 開播日期                     | 頻道名稱   |
| ---------------------------- | ---------- |
| 2012年7月21日至2016年2月14日 | 中視HD台   |
| 2016年2月15日至今            | 中視菁采台 |

## 節目

### 中視HD台時期

中視HD台標誌

與其他因應2012倫敦奧運所設之無線HD頻道不同，自2012年8月13日起，中視HD台開始24小時全時段播出高畫質節目，包括主頻道、新聞台及綜藝台曾播過且具高畫質片源的節目，內容偏向副頻道的安排，而不刻意與主頻道同步（但部分時段與中視主頻、中視新聞台及中視綜藝台同步播出，且具高畫質片源的節目。）；但多數廣告及部份節目時段仍為SD升頻播出。
2013年4月29日起，曾一度與中視主頻同步首播黃金時段的節目，但由於種種因素於2014年3月3日起取消此安排。

#### 新聞節目
| - 中視新聞6一下 - 中視閩南語新聞 - 中視夜線新聞 - 社會編輯部 - 股市第一線 - 中視新聞全球報導 6點30最前線 - 與卓越同行 | - 網路酸辣湯 - Lima新聞世界 - 中視午間新聞 - 即時新聞現場 - 8點最前線（2016年2月8日～2月12日） - 中視新聞全球報導（2016年2月8日～2月12日） - 中視早安新聞 | - 國際現場 - 新聞NEW一下 - 改變的起點 - 健康加油站 - CTV全球新聞 - 60分鐘 - 魅力東方 |

#### 戲劇節目
| - 三國 - 料理情人夢 - 流星蝴蝶劍 - 穆桂英掛帥 - 智勝鮮師 - 牽牛花開的日子 - 杜拉拉升職記 - 幸福三顆星 - 真的漢子 - 幸福最晴天 - 戀夏38℃ - 翻糖花園 - 如意 - 愛啊哎呀，我願意 - 傾城雪 | - 霹靂煞（第一、二季） - 白色之戀 - 美人心計 - 洪武大案 - 步步驚心 - 飆！企鵝里德 - 閃昏 - 七俠五義人間道 - 家，N次方 - 雲頂天很藍 - 天涯明月刀 - 古今大戰秦俑情 - 唐琅探案 - 大秦帝國之縱橫 - 謊言終結者（第一、二季） | - 怪俠一枝梅 - 槍炮侯 - 神話織女 - 求愛365 - 刁蠻俏御醫 - 滾滾紅塵 - 媽祖 - 神醫喜來樂傳奇 - 木府風雲 - 認命吧！金牽牛 - 愛情急整室 - 千山暮雪 - 倾世皇妃 - NCIS海軍執法悍將（第七、八季） - 蘭陵王 | - 深宫谍影 - 精忠岳飛 - 飛越·龍門客棧 - 错点鸳鸯·戏点鸳鸯 - 刑名師爺 - 借用一下你的愛 - 后宮美人計 - 女王的誕生 - 我的窮爸爸 - 我的富爸爸 - 媽，親一下！ - 七個朋友 - 月亮上的幸福 - 隋唐英雄 | - 隋唐英雄2 - 太平公主秘史 - 武松 - 勇敢說出我愛你 - 出境事務所 - 鹿鼎記（2014年版） - 鑑識英雄 - 風中奇緣 - 隋唐英雄4 - 十月围城 - 天龍八部 - 謊言遊戲 - 隋唐英雄5 - 必娶女人 - 失去你的那一天 |

| - 綜藝玩很大 - 飢餓遊戲 - 達人總動員 - 超級模王大道2 - 康熙來了 - 熱舞時代 - 華人星光大道3 - 萬秀豬王 - 超級歌喉讚 - 最強大國民 - 我的舞台 - 圓夢舞台vulayan - Malalicay輕鬆爆 | - 華麗的旅行 - 邊疆行 - 台灣保庇 - 探索ING - 沿海行 - 青春異想廚房 - 台灣真棒 - 北緯30° - 從實招來 - 狗GO旅遊趣 - 台灣山女孩 - Lima幫幫忙 - ari ari 一起回家吧 - 旅人廚房 - 看見好的yontan'e - 部落風 - Ina的廚房 - 台灣味道 - 原來好健康 - spi'向前走 - 繞著地球跑 - Malu Su 好健康診所 - MIT台灣誌 - 大陸尋奇 - 幸福空間 - 院線搶先看 - 聰明Buy金女 - 媽!Mami呀! | - 猜對字了沒 - 1加1不等於2 - Mr.Q特攻隊in HAKKA - 交換上課趣 ila - Kuso Fun Fun Fun（第一、二季） - 超級法律王（第一、二季） - 紙箱戰機W - 2012倫敦奧運 - 廣播、電視金鐘獎 - 第48屆（2013年10月18日、25日） - 第49屆（2014年10月18日、25日） - 第50屆（2015年9月19日、26日） - UEFA歐洲冠軍聯賽 - 第五屆台灣經典電影演唱會（2013年12月31日） - 2015年美洲國家盃（2015年6月12日～7月5日） |

### 中視菁采台
和主頻聯播各節新聞外，其餘時段重播主頻或同集團的中天電視的精選節目；另有來自客家電視台和原住民族電視台提供節目片源。

## 外部連結
- 中視菁采台節目表 （页面存档备份，存于）
- 中視菁采台的Facebook專頁